# Talışnuru
Talışnuru è un comune dell'Azerbaigian situato nel distretto di Şamaxı. Conta una popolazione di 315 abitanti.